# Bibliotek 2.0
Bibliotek 2.0 är en löst definierad modell för en moderniserad form av bibliotek som är tänkt att spegla en övergång inom biblioteksvärlden, framförallt i det sätt som tjänster levereras till användarna. Fokus ligger på vad som kallas "användarcentrering", vilket i korthet innebär att biblioteksanvändaren är delaktig i skapandet av det gemensamma biblioteket.
Med den nya definitionen av biblioteket följer att dess tjänster är ständigt uppdaterade och utvärderade av biblioteksanvändaren. Bibliotek 2.0 försöker aktivt att utnyttja bibliotekets användare i utformning och genomförande av bibliotekets tjänster genom att uppmuntra till feedback och delaktighet. 
Av företrädarna för Bibliotek 2.0 i Sverige framställs inte sällan övergången till Bibliotek 2.0 som en förändring som innebär att biblioteket går från att ha varit en folkbildande till en "användarstyrd" institution.

## Historik
Begreppet Library 2.0 myntades av amerikanen Michael Casey på hans blogg LibraryCrunch som en spinoff till termerna Business 2.0 och Web 2.0. Casey menade att biblioteken, framförallt folkbiblioteken, stod inför ett vägskäl där stora delar av Web 2.0 var applicerbara på biblioteket. Framför allt kom han att driva tesen om att biblioteket stod i behov av en strategi för konstant förändring där främjandet av användarens deltagande kom att bli central för folkbibliotekets fortsatta överlevnad.

## Definition
Eftersom Bibliotek 2.0 är en löst definierad modell finns det flera definitioner av den. Detta är ett ämne som diskuterats i bloggosfären eller biblioteksbloggosfären i detta fall. Breivik (2006) skriver följande “Bibliotek 2.0 är bibliotekstjänsternas naturliga utveckling till en nivå där biblioteksanvändaren bestämmer hur och när vederbörande har tillgång till tjänsterna som denne har behov av och vill ha”. En till definition ges av Fichter (2006) i form av följande formulering: “ Bibliotek 2.0 = (böcker och prylar + manskor + radikal tillt) x deltagande.  Enligt Maness (2006) skriver i en artikel i Webology att en teori om Bibliotek 2.0 kunde bestå av följande komponenter:
- Är användarcentrerad. Detta innebär att biblioteksanvändarna är med och skapar det innehåll och tjänster de använder via bibliotekets webbsidor. Rollerna som bibliotekariens och användarna är inte alltid klara när bådadera skapar och konsumerar innehållet.[4]
- Bibliotek 2.0 ger multimediaupplevelse. Detta betyder att både samlingarna och tjänsterna består av audio samt video.[4]
- Den är socialt rik. Denna rikedom består av Instant Messaging, bloggar och wikier som skulle användas för kommunikation mellan användarna och personalen.[4]
- Den är innovativt kommunal. Detta är den viktigaste aspekten av Bibliotek 2.0. Detta innebär att biblioteken är sociala samlingsplatser och som sådana förändras och låter sig förändras av dem som använder sig av biblioteken.[4]

## Komponenter
Eftersom Bibliotek 2.0 baserar sig på Web 2.0 så använder sig den av de teknologier som hör till Web 2.0.

### Instant Messaging
Denna teknologi gör det möjligt för biblioteksanvändarna att chatta i realtid med personal på bibliotek. Chattfunktioner har funnits redan inom vad som kallats Web 1.0, men då måste man ladda ned programvara. I Web 2.0 är chatten webbaserad. Genom att implementera textbaserad chat är det möjligt för biblioteken att i framtiden implementera video- och audiochat. (Maness 2006)
Detta innebär att biblioteksanvändarna inte behöver vara fysiskt på plats i biblioteket för att ha tillgång till bibliotekarie. Bibliotekarien skulle kunna hjälpa kunden att hitta de resurser som kunden söker. I ett Bibliotek 2.0-system kunde chatten vara inbyggd i bibliotekets webbsida och inbyggd i tjänsterna. Biblioteken kunde sedan använda loggarna från de chatt-sessioner  för att vidareutveckla sina tjänster.

### Streaming media
Denna form av audio och videoströmmar har redan börjat användas av vissa bibliotek. Dessa bibliotek har gjort guider i video- och audioformat i stället för att publicera guiderna på statiska webbsidor med text. Till exempel har The Association of College and Research Libraries' Instruction Section gjort en databas över guider. Denna databas kallas för Peer Reviewed Instructional Materials Online (PRIMO). Flera av dessa guider använder sig av Flash-programmering. Det är möjligt att sammankoppla dessa guider med interaktivitet, t.ex. videokonferenser, så att hela upplevelsen blir som ett klassrum. 
Det är också möjligt att biblioteken i framtiden har webbaserade videon och ljudinspelningar som en del av sina samlingar. Detta då utöver CD-skivor och andra fysiska medier. Allteftersom media produceras så är det logiskt att biblioteken tillhandahåller dessa median. Innehåll som producerats på webben kommer att i något skede bli en del av det material som biblioteken tillhandahåller.

### Bloggar & Wiki
Dessa två teknologier kan anses som fundamentala komponenter i Web 2.0 och därmed Bibliotek 2.0. De möjlig gör snabb publicering av material på webben. Inom Bibliotek 2.0 är det möjligt för biblioteken att behandla bloggar och wikier som publikationer som biblioteken sedan tillhandahåller åt sina användare. Det kommer att krävas viss expertis av bibliotekarierna som har till uppgift att avgöra vilka bloggar som skall vara med i bibliotekets samling.
Wikier kan användas som ett medel för biblioteken att kommunicera med sina kunder. De skulle göra det möjligt för både personalen och biblioteksanvändarna att dela med sig information och ställa frågor. Möjligheten finns att utöka innehållet i med audio och video material samt kommunikation. Både bloggar och wikier gör det möjligt för biblioteksanvändarna att bli med producenter av bibliotekets tjänster.

### Sociala nätverk
Inom ramen för Bibliotek 2.0 kan biblioteken ses som ett socialt nätverk i sig självt där användarna och bibliotekspersonalen kan samverka utan att befinna sig fysiskt i samma utrymme. Ett exempel på sådan samverkan är LibraryThing. På denna sajt utbyter användarna läserfarenheter och rekommenderar böcker. Användarna kan även katalogisera sina böcker och se varandras kataloger samt kommunicera och blogga. Biblioteket kan med hjälp av Web 2.0 teknologi fortsätta sin roll som social samvaroplats där folk träffas och delar resurser med varandra.

### Tagging
Tagging innebär att användarna själva kan klassificera och kategorisera innehåll och resurser genom att ge resurserna ämnesord som beskriver innehållet eller metadata. Detta innebär att den instans som tillhandahåller en resurs eller resurser, i detta fall biblioteken, inte ensam kategoriserar och klassificerar sina resurser. Man har börjat tala om “folksonomi” istället för “taxonomi”. Denna “folksonomi” har även den sina rötter i Web 2.0 teknologin. Att användarna själva kan tagga resurser innebär inte att bibliotekens taxonomi blivit onödig utan att de två kompletterar varandra.

### RSS-flöden
RSS-flöden (Real Simple Syndication) gör det möjligt för användare att återpublicera innehåll från olika källor såsom bloggar och webbsidor på nätet. Vad det är frågan om är att användare kan välja innehåll från nätet som de vill prenumerera på för eget bruk. Biblioteken har redan tagit bruk denna RSS-teknologi för att hålla sina användare underrättade om nytt innehåll i bibliotekets databaser, nya tjänster eller annat relevant.

### Mashups
Mashups kan definieras som en kombination av två eller flera av de teknologier nämnda ovan. Det kan vara en kombination av streaming video och bloggar eller instant messaging och streaming audio. Genom att kombinera flera av dessa teknologier kan man ge upphov till helt nya tjänster.
Man kan säga att Bibliotek 2.0 är en mashup, eftersom den kombinerar wikin, bloggar, RSS-flöden och andra teknologier som diskuterats i denna artikel. I denna mashup kan bibliotekarierna och biblioteksanvändarna arbeta tillsammans för att skapa värde. Det bör dock poängteras att denna mashup består både av Web 2.0 baserad teknologi och traditionella bibliotekstjänster.